# Laksjøen
Laksjøen är en insjö i Lierne kommun i Trøndelag fylke.
Sjön har sitt tillflöde från Sandsjøen i öster och vattnas av i Sanddøla, som längre ner förenar sig med Namsen.